# پروانه‌های پاشایی
پروانه‌های پاشایی (نام علمی: Charaxes) نام یک سرده از زیرخانواده برگ‌بالان است.